# NGTS-4 b
NGTS-4 b è un pianeta nettuniano caldo in orbita attorno alla nana arancione NGTS-4, visibile nella costellazione della Colomba.
Il pianeta è di particolare rilievo, nell'ambito dello studio dei pianeti extrasolari, perché presenta una combinazione di caratteristiche relativamente alla massa e all'orbita che sono risultate piuttosto rare tra gli esopianeti. Si viene a collocare infatti nel cosiddetto "deserto nettuniano".

## Scoperta
Il pianeta è stato scoperto con il metodo dei transiti da osservazioni condotte tra il 6 agosto 2016 e 5 maggio 2017 dall'osservatorio del Paranal, nell'ambito del programma di ricerca di pianeti extrasolari Next-Generation Transit Survey (NGTS), da cui la denominazione del pianeta e della stella. Per confermare la scoperta, annunciata nel 2018, tra il 27 novembre 2017 e 6 maggio 2018 furono eseguite ulteriori osservazioni ottiche, da vari osservatori astronomici australi. Furono inoltre condotte osservazioni spettrografiche, con HARPS, con l'obiettivo ulteriore di determinare la massa del pianeta col metodo delle velocità radiali.
All'epoca della scoperta di NGTS-4 b è corrisposta la minima profondità di transito nella curva di luce della stella, rilevata da un osservatorio posto sulla superficie terrestre.

## Caratteristiche
NGTS-4 b possiede una massa di 0,0648±0,009 MJ, pari a 20,59±2,86 M⊕, e un raggio di 3,18±0,26 r⊕, da cui è stata stimata una densità media di 3450±950 kg/m³. Completa un'orbita circolare in un giorno e 8 ore, ad una distanza dalla stella di 0,019 UA (pari a 7,4 volte la distanza della Luna dalla Terra).
La densità stimata suggerisce che la struttura del pianeta sia differenziata in un nucleo roccioso ricoperto da una spessa atmosfera, con la possibilità che esista uno strato di acqua tra i due. Ciò risulta particolarmente insolito tra i pianeti di tali dimensioni, a una simile distanza dalla propria stella. NGTS-4 b si colloca pienamente, infatti, nel cosiddetto "deserto nettuniano".